# بول بلاكثورن
بول بلاكثورن (بالإنجليزية: Paul Blackthorne)‏ هو مغني ومصور وممثل بريطاني، ولد في 5 مارس 1969 في المملكة المتحدة.

## أعمال

### أفلام
- (2001)  ذات مرة في الهند
- (2014) الغبي والأغبى 2[4][5]

### مسلسلات
- 24
- السهم

## وصلات خارجية
- بول بلاكثورن على موقع IMDb (الإنجليزية)
- بول بلاكثورن على موقع ألو سيني (الفرنسية)
- بول بلاكثورن على موقع أول موفي (الإنجليزية)
- بول بلاكثورن على موقع قاعدة بيانات الأفلام السويدية (السويدية)
- بول بلاكثورن على موقع إن إن دي بي (الإنجليزية)
- بول بلاكثورن على موقع قاعدة بيانات الفيلم (الإنجليزية)
- بول بلاكثورن على موقع كينوبويسك (الروسية)